# グリッター きらめきの向こうに
『グリッター きらめきの向こうに』（原題: Glitter）は、マライア・キャリー主演の2001年のアメリカ映画である。

## キャスト
※括弧内は日本語吹替
- ビリー・フランク - マライア・キャリー（福島桂子）
- ジュリアン・ダイス - マックス・ビースレイ（落合弘治）
- ティモシー・ウォーカー - テレンス・ハワード（立木文彦）
- ラファエル - エリック・ベネイ（西凜太朗）
- ガイ・リチャードソン - ドリアン・ヘアウッド（仲野裕）
- ジャック・ブリッジス - グラント・ニコールズ（大滝寛）
- ケリー - アン・マグナソン（堀越真己）
- ルイーズ - ダ・ブラット（京井幸）
- ロクサーヌ - ティア・テクサーダ（大坂史子）
- リリアン・フランク - ヴァラリー・ペティフォード（藤生聖子）

## 評価
北米1202館で公開され、初週末に241万4596ドルを稼いで初登場11位となった。製作費は2200万ドルであるが、全世界での累計興行収入はその半分にも満たない527万1666ドルに終わった。
また評論家からも酷評され、Rotten Tomatoesでの評論家の支持率は86のレビューで7%、平均点は10点満点で2.8点となっている。
同年のゴールデンラズベリー賞では6部門で候補に挙がり、同賞を立ち上げたジョン・ウィルソンからは「マライアは『バトルフィールド・アース』の女優版だ」と言われた。

### 受賞とノミネート
| 年   | 賞・映画祭             | 部門                     | 対象者                                  | 結果       |
| ---- | ---------------------- | ------------------------ | --------------------------------------- | ---------- |
| 2001 | ゴールデンラズベリー賞 | 最低作品賞               |                                         | ノミネート |
| 2001 | ゴールデンラズベリー賞 | 最低主演女優賞           | マライア・キャリー                      | 受賞       |
| 2001 | ゴールデンラズベリー賞 | 最低助演男優賞           | マックス・ビースレイ                    | ノミネート |
| 2001 | ゴールデンラズベリー賞 | 最低監督賞               | ヴォンディ・カーティス＝ホール          | ノミネート |
| 2001 | ゴールデンラズベリー賞 | 最低脚本賞               | シェリル・L・ウェスト、ケイト・ラニアー | ノミネート |
| 2001 | ゴールデンラズベリー賞 | 最低スクリーンカップル賞 | マライア・キャリーと彼女の胸の谷間      | ノミネート |
| 2004 | ゴールデンラズベリー賞 | 25周年最低ミュージカル賞 |                                         | ノミネート |
| 2009 | ゴールデンラズベリー賞 | 2000年代最低女優賞       | マライア・キャリー                      | ノミネート |